# Авреј
Авреј (фр. Avreuil) насеље је и општина у североисточној Француској у региону Шампања-Ардени, у департману Об која припада префектури Троа.
По подацима из 2011. године у општини је живело 153 становника, а густина насељености је износила 14,81 становника/km². Општина се простире на површини од 10,33 km². Налази се на средњој надморској висини од 129 метара.

## Демографија
| 1962. | 1968. | 1975. | 1982. | 1990. | 1999. | 2011. |
| ----- | ----- | ----- | ----- | ----- | ----- | ----- |
| 163   | 185   | 194   | 184   | 168   | 167   | 153   |

График промене броја становника у току последњих година